# Roberto Bianchi
Roberto Bianchi Poblete es un ingeniero chileno, ex gerente general de la estatal Empresa de Transporte de Pasajeros Metro.
Estudió la carrera de ingeniería civil industrial en la Pontificia Universidad Católica de Chile, en la capital.
En la misma casa de estudios obtuvo un magíster en ciencias de la ingeniería, especializándose en economía del transporte. Con posterioridad viajó a los Estados Unidos para cursar un executive program en la Universidad de Stanford.
En el ámbito privado desarrolló carrera, por cerca de quince años, en la firma LAN Airlines, siendo gerente de servicio, gerente general de Norteamérica y Asia, y gerente comercial en Estados Unidos.
Más tarde ocuparía la gerencia general de la frutícola Hortifrut.
A mediados de 2010 fue designado en el Metro de Santiago después de un proceso de selección desarrollado por un head hunter. Ocupaba este cargo cuando la estatal hizo entrega de la extensión hasta Maipú de su Línea 5, en febrero de 2011, y cuando esta anunció el diseño final de las nuevas líneas 3 y 6, en julio de ese mismo año.
Dejó el puesto a mediados de 2013.. En enero del 2014 es contratado como Gerente general de Inversiones Torca, el family Office de Ignacio Del Rio Goudie.